# Veliki Elobey
Veliki Elobey (španjolski :Elobey Grande) je otok u Ekvatorijalnoj Gvineji. Leži na ušću estuarija rijeke Muni na pola udaljenosti između otoka Corisco i ušća rijeke Muni. Njegova se površina procijenjuje na 227 hektara tj. 2,27 km2. Otok je gotovo nenaseljen.
Ovaj otok pripada općini Corisco u primorskoj pokrajini. Bez obzira na svoju veličinu ima važnost za ovu zemlju jer na osnovu posjeda ovog otoka Ekvatorska Gvineja posjeduje i značajne morske površine bogate naftom u blizini Gabona.
Njegova najviša točka ne prelazi 80 metara. Sjeverno od otoka je otočić Belobi, a sjeveroistočno se nalazi otok Mali Elobey. 